# 亨利·克雷·弗里克
亨利·克雷·弗里克（英语：Henry Clay Frick，1849年12月19日—1919年12月2日），活跃于十九世纪末至二十世纪初的美国实业家、金融家、资本家以及艺术品投资人。美国焦炭工厂“H.C. 弗里克焦炭公司”（H. C. Frick Coke Company）创始人，美国卡内基钢铁公司（Carnegie Steel Company）总裁，弗里克收藏馆（The Frick Collection）缔造者，约翰斯敦大洪水（Johnstown Flood）的主要责任人。亨利·弗里克对工会组织的存在持有反对意见，他的激进态度最终引发了1892年的霍姆斯特德大罢工（Homestead Strike）。在1918年《福布斯財富排行榜》公布的“美國最富有的人”排行榜上，亨利·弗里克名列第二位，緊隨石油大亨約翰·戴維森·洛克菲勒之後，其余上榜的富豪還有鋼鐵大王安德魯·卡內基、乔治·费舍·贝克、威廉·洛克菲勒和爱德华·哈克尼斯。

## 早年
亨利·弗里克出生于美国宾夕法尼亚州，他的外祖父亚伯拉罕·歐沃霍特（Abraham Overholt）名下有一处生意兴隆的威士忌酒厂，但是亨利的父亲约翰·弗里克（John W. Frick）却在生意场上屡屡受挫。  亨利曾在奧特拜因学院（Otterbein College）就读，但是入学一年后就退学了。 1871年，21岁的亨利和另外三位亲朋好友一起凑钱开了一个小作坊，取名为“弗里克焦炭公司”（Frick Coke Company），生产钢铁厂炼铁过程中所需的焦炭。小作坊成立后，亨利曾许愿自己要在30岁之前成为百万富翁。
1880年，亨利向家人和挚友安德鲁·W·梅隆借了一笔钱，并用这笔钱买下了焦炭公司的全部股权，焦炭公司也因此改名为“H.C. 弗里克焦炭公司”（H. C. Frick Coke Company）。此时，这家焦炭公司已经发展成为了一座拥有1000多名工人的大公司，而且占据了整个宾夕法尼亚州煤炭和焦炭交易市场80%的份额。 

## 与安德鲁·卡内基合作
1881年，亨利·弗里克与阿德莱德·霍华德·柴尔兹结婚（Adelaide Howard Childs），婚后两人决定前往纽约度蜜月。在蜜月期间，亨利结识了安德鲁·卡内基。亨利·弗里克生产的大量焦炭需要钢铁厂的采购，而安德鲁·卡内基名下的卡内基钢铁公司又需要购入大量的焦炭，于是两人一拍即合，很快就成为商业合作伙伴。几年之后，两人便合伙创办了世界上第一家总资产超过十亿美元的公司，美国钢铁公司， 且由亨利·弗里克出任公司的总裁。可惜好景不长，尽管亨利·弗里克对公司的发展贡献巨大，但是安德鲁·卡内基却一直想方设法逼迫亨利·弗里克退出公司的管理层。

## 约翰斯敦大洪水

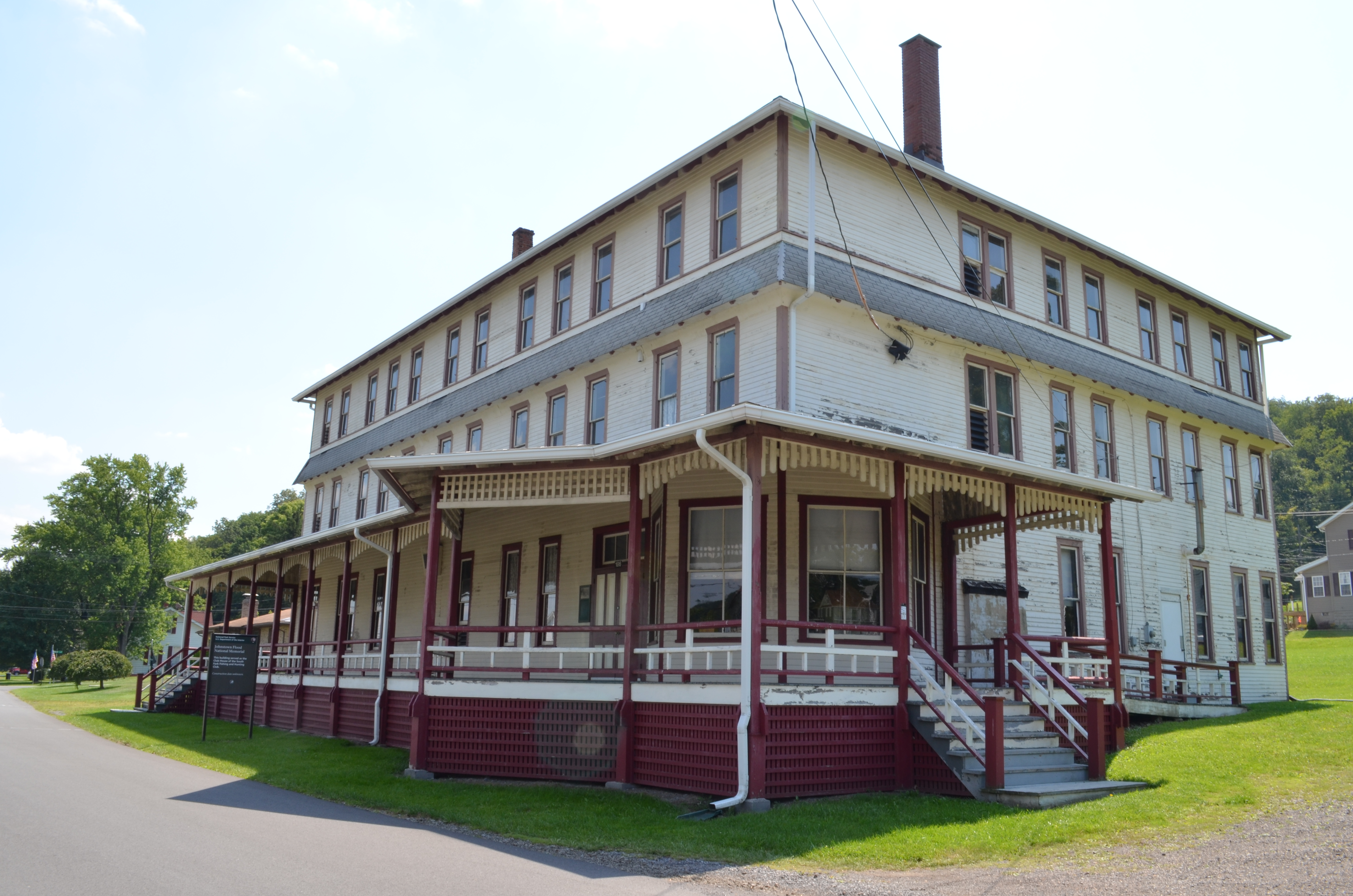
南福尔克渔猎俱乐部
South Fork Fishing and Hunting Club

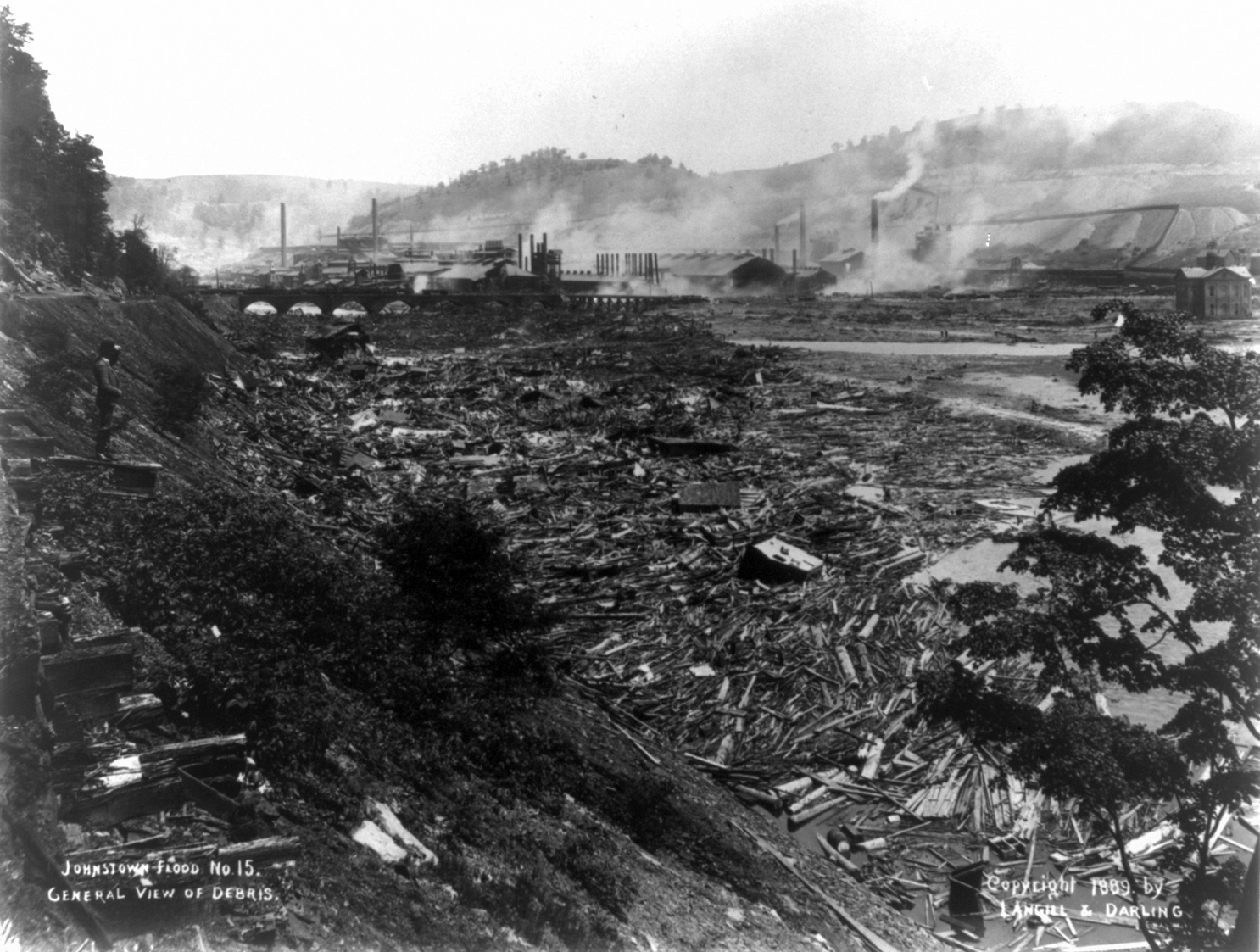
洪水过后的约翰斯敦（Johnstown）
摄于1889年

在其朋友本杰明·卢夫（Benjamin Ruff）的倡议下，亨利在约翰斯敦（Johnstown）的上游投资建设了“南福尔克渔猎俱乐部”（South Fork Fishing and Hunting Club）。该俱乐部采用精英会员制，初始会员有：本杰明·卢夫（Benjamin Ruff）、T·H·斯威特（T. H. Sweat）、查尔斯·J·克拉克（Charles J. Clarke）、托马斯·克拉克（Thomas Clark）、华特·F·冯登堡（Walter F. Fundenberg）、霍华德·哈特利（Howard Hartley）、亨利·C·伊戈尔（Henry C. Yeager）、J·B·怀特（J. B. White）、亨利·克雷·弗里克（Henry Clay Frick）、E·A·梅耶尔斯（E. A. Meyers）、C·C·赫斯伊（C. C. Hussey）D·R·艾沃尔（D. R. Ewer）、C·A·卡尔本特（C. A. Carpenter）、W·L·邓恩（W. L. Dunn）、W·L·麦科林托克（W. L. McClintock）以及A·V·福尔摩斯（A. V. Holmes）等共计60余人。这60多名初始会员均为宾夕法尼亚州西部地区的商界精英和实业大亨，其中还包括了亨利的私人至交好友安德鲁·W·梅隆（Andrew William Mellon，日后成为美国财政部长）、他的私人律师菲兰德·C·诺克斯（Philander Chase Knox，日后成为美国司法部长和美国国务卿）和詹姆士·瑞德（James Hay Reed），以及他的商业合作伙伴安德鲁·卡内基（Andrew Carnegie）。
为了给自己营造一个更好的渔猎环境，俱乐部的成员们通过出资“修缮”当地一座水库的方式挖了一个人工湖，并将其命名为“康乃卯斯湖”（Lake Conemaugh）。距离那座被“修缮”的水库下游20英里处（约合32公里），便是约翰斯敦。当时一位名为丹尼尔·J·莫雷尔（Daniel J. Morrell）的商人在约翰斯敦经营着自己的工厂“堪比亚钢铁公司”（Cambria Iron Company）。丹尼尔听闻了渔猎俱乐部对水库做出的修缮行为后，对水库的稳定性和安全性产生了极大的担忧。为此，丹尼尔还特意派自己的工程师约翰·弗沃顿（John Fulton）去检验水库的工程质量。可惜的是，丹尼尔于1885年去世，对水库工程质量的检验作业也渐渐被大家淡忘了。
在对水库施工期间，俱乐部将水库的高度降低了3英尺，约为1米，这为日后的大洪水埋下了祸根。一场不同寻常的强降雪之后融化的雪水加外多场水量较大的春雨使得约翰斯敦以及周围区域（包括水库）的水位在短时间内暴涨。平日里俱乐部成员们为了防止鱼儿逃跑而设置的障碍物此时也将水库内多余的雨水牢牢锁住。施工粗糙且缺乏日常维护的水库在激增的水量面前显得弱不禁风。1889年5月31日，灾难终于发生了。 
从水库中共计流出1,400万立方的洪水倾泻在约翰斯敦。洪峰的瞬时流量甚至一度达到了密西西比河的日常流量。据统计约有2,200人在灾难中丧生。造成的经济损失高达1,700万美元，其购买力相当于2020年的5亿美元。
当溃堤的噩耗传至匹茨堡时，亨利立即和其他几位俱乐部成员组成了“匹兹堡救灾委员会”（Pittsburgh Relief Committee），并对灾区的民众提供经济和物质援助。俱乐部成员们也一致对“渔猎俱乐部”和“洪水”相关的所有话题保持缄默。事实证明，这一策略是成功的。亨利的私人律师菲兰德·C·诺克斯（Philander Chase Knox）和詹姆士·瑞德（James Hay Reed），也同为俱乐部成员，他们二人则帮助亨利化解了所有与洪水和溃堤事故相关的诉讼。
洪水发生后，美国土木工程师协会（American Society of Civil Engineers）则马上对事故原因展开调查，可是事故报告一拖再拖。最终，关于这场发生在1889年大洪水的事故原因分析报告于2018年发布，此时距事故发生已经过了129年。

## 霍姆斯特德大罢工

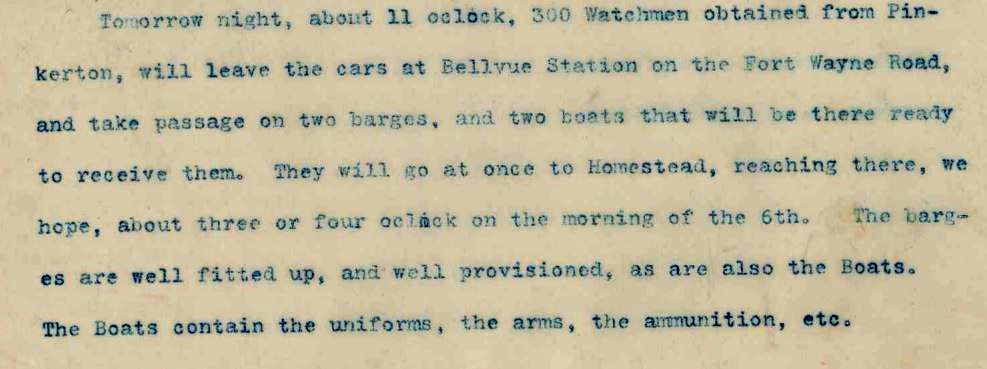
弗里克写给卡内基关于解决大罢工的信件

卡内基钢铁公司在宾夕法尼亚州霍姆斯特德设有一处工厂。一部分持有武装的工人为了阻止行政管理人员进入工厂，不仅将工厂所有门窗锁死，而且还在工厂外围设立了栅栏等防御设施，并将工厂称之为“弗里克堡垒”（Fort Frick），企图与工厂主和资本家们进行长期对抗。为了能够早日复工，弗里克决定采用武力并且联络了私人准军事组织平克頓偵探事務所（Pinkerton National Detective Agency）。
1892年7月5日晚上10点30分，300名装备了溫徹斯特步槍的平克顿警探在匹茨堡南方5英里（约8公里）的地方集结。 平克顿警探们抵达现场后立刻与工人们爆发了大规模冲突，10人当场死亡，其中9人是工人，另有70人受伤。最终，美国陆军中将乔治·斯诺登（George Snowden）率领8000名全副武装的州卫队到场平息了骚乱，平克顿警探们被撤回。冲突期间，弗里克公开表示自己不会与工会代表对话，且威胁要将所有参与罢工的工人扫地出门。
弗里克对罢工工人的残酷镇压，迅速在美国工勤阶层掀起了轩然大波。弗里克也立刻成为了更多工会和工人运动组织的抨击对象。

## 遭遇暗杀

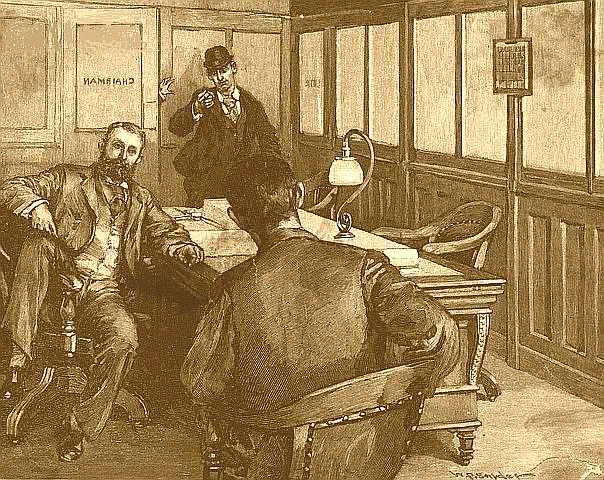
《柏克曼刺杀弗里克》
绘于1892年

在1892年的霍姆斯特德大罢工期间，亨利·弗里克曾受到无政府主义者的暗杀。1892年7月23日，亞歷山大·貝克曼携带一枝左轮手枪和一把削尖的銼刀进入了弗里克位于匹茨堡市中心的办公室。
刺杀发生时，弗里克与时任卡内基钢铁公司副总裁的约翰·雷斯曼（John Leishman）正在办公室内交谈。当柏克曼出现在弗里克办公室时，弗里克立刻意识到柏克曼可能图谋不轨。就在弗里克要起身寻找的掩护之时，柏克曼扣动了扳机，子弹在近距离以几乎水平的角度射向弗里克。子弹击中了弗里克的左耳垂，经由从他的颈部射入他的背部，弗里克应声倒地。柏克曼随即向弗里克再次开枪，子弹再一次击中了弗里克的背部。此时，约翰·雷斯曼扑向枪手柏克曼并抓住了他手臂，从而制止了柏克曼向弗里克开第三枪。
尽管弗里克此时已经身负重伤，但是在雷斯曼的帮助下依旧坚持站了起来，并与刺客柏克曼搏斗， 仨人扭打成一团。打斗过程中，柏克曼还用削尖的锉刀刺中弗里克腿部四次。最终刺客柏克曼被闻声赶来营救的工厂员工合力制服。
遭到刺杀一周后弗里克就回到办公室继续工作。刺客柏克曼则被法院以“企图谋杀”的罪名起诉且罪名成立。由于柏克曼行凶意图明显、手段残忍，他被判处22年监禁。 刺杀事件本身所带来的负面情绪和社会评价使得舆论倒向厂方和资本家，工人发起的罢工随之瓦解。 罢工平息之后，约有2500名工人被解雇，得以保留工作的工人也大都受到了工资减半的惩罚。

## 私人生活

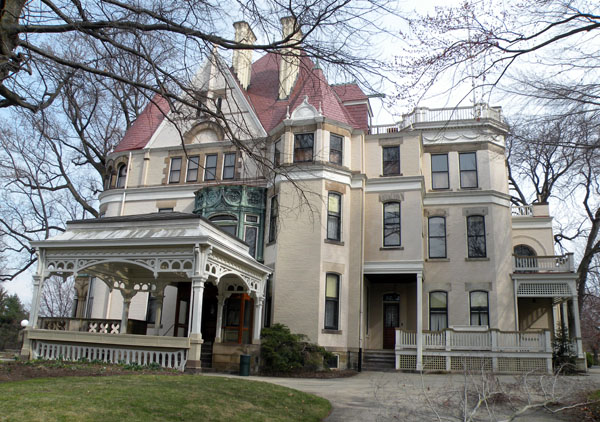
克雷顿（Clayton）

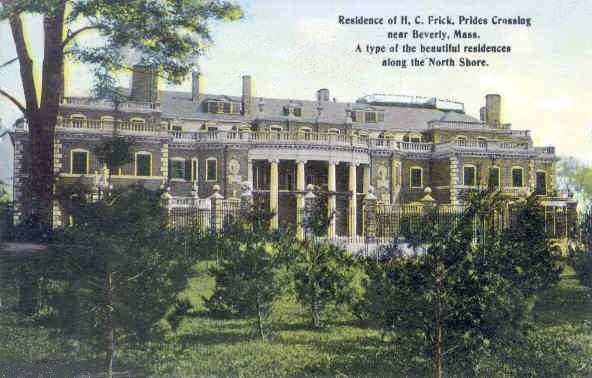
1913年的“鹰岩”（Eagle Rock）

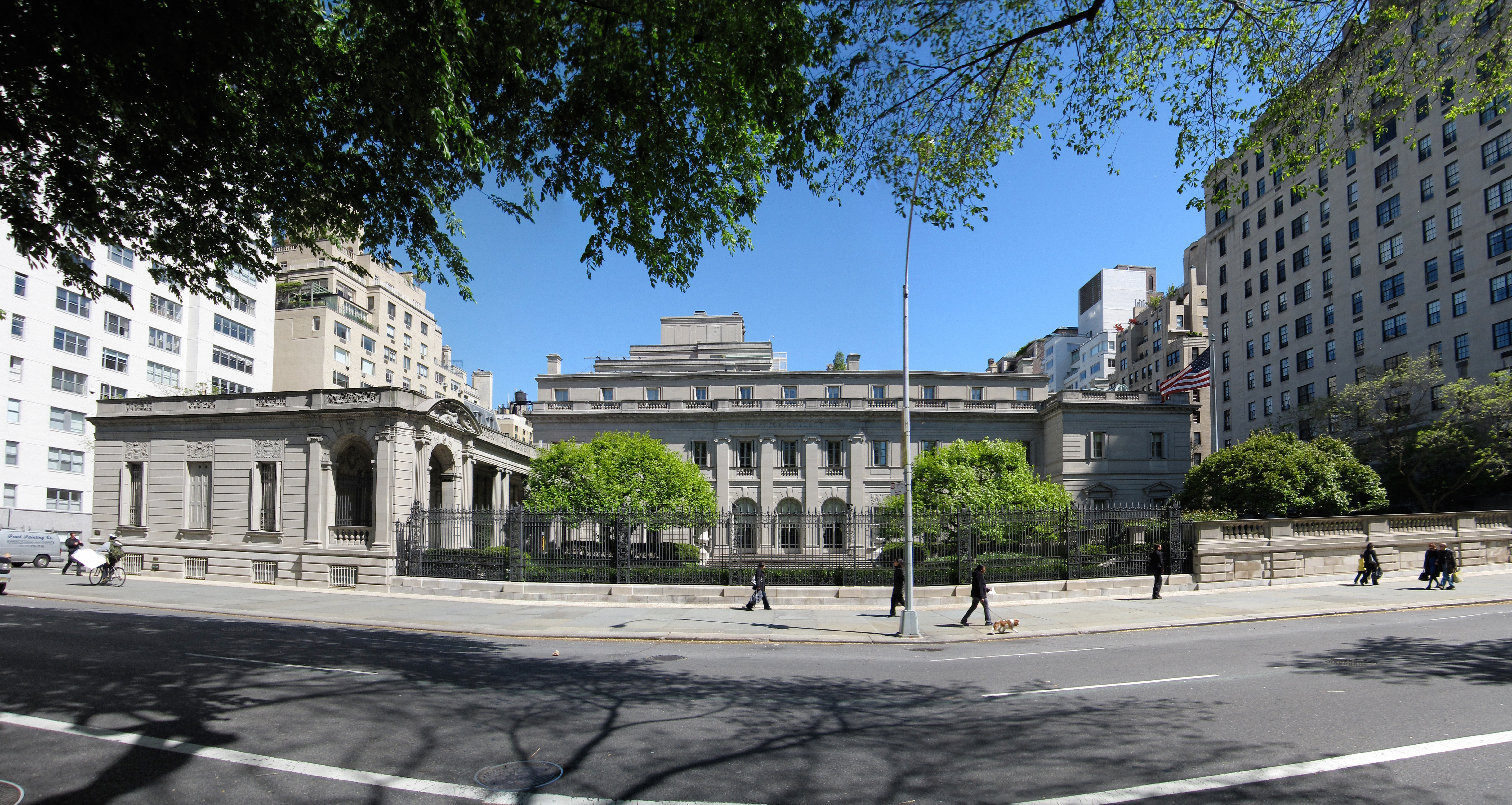
弗里克收藏馆

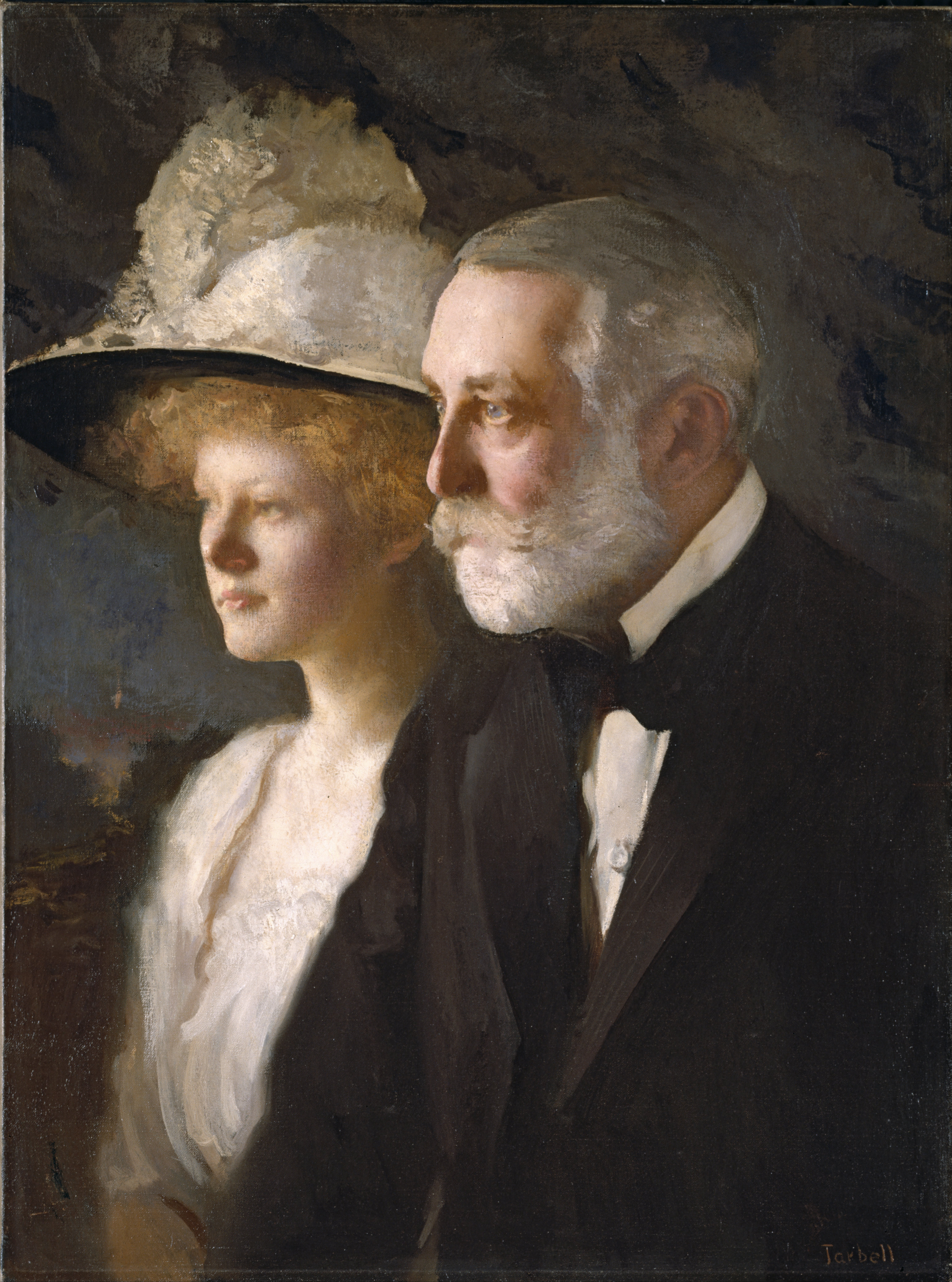
《亨利·弗里克与海伦·弗里克》
绘于1910年

1881年12月15日，亨利·弗里克与匹兹堡出身的阿德莱德·霍华德·柴尔兹（Adelaide Howard Childs）结婚。两人一生共生育了四个子女：柴尔兹·弗里克（Childs Frick），生于1883年3月12日、马尔莎·霍华德·弗里克（Martha Howard Frick），生于1885年8月9日、海伦·克雷·弗里克（Helen Clay Frick），生于1888年9月3日以及小亨利·克雷·弗里克（Henry Clay Frick, Jr.），生于1892年7月8日。1882年，与安德鲁·卡内基正式建立合作伙伴关系之后，弗里克夫妇买下了位于匹兹堡东端区（East End）的一处房产。这处房产随后被命名为“克雷顿”（Clayton）。夫妻二人于1883年年初搬入了“克雷顿”，并在这里生育了所有的子女。遗憾的是其中的两个孩子亨利和马尔莎在婴幼儿阶段就早早夭折了。
1904年，亨利·弗里克出资为自己在马萨诸塞州贝弗利（Beverly, Massachusetts）建造了一处避暑别墅，取名为“鹰岩”（Eagle Rock）。别墅内共有104间房间，由“立德布朗”（Little & Browne）公司设计。该别墅于1969年被夷为平地。
弗里克强大的经济实力和对于艺术品的热爱使他拥有了丰厚的艺术资产。1905年前后，弗里克已经将自己的生意和财产逐渐从匹兹堡转移到了纽约，同时他也将自己丰富的艺术收藏全部带到了纽约。
弗里克收藏馆是目前美国境内收藏欧洲绘画作品最多的几处博物馆之一。藏品涵盖了从文艺复兴时期之前一直到后印象派时期之间的绘画作品。其中包括著名画家约瑟夫·玛罗德·威廉·特纳和约翰·康斯特勃的多幅巨幅作品。除了绘画作品之外，该博物馆内还收藏了雕塑、瓷器、纺织品和各个历史时期的家具。
1910年，亨利·弗里克花费将近40,000美元（购买力相当于2015年的100万美元）买下了属于自己的私人火车专列。这架专列上设有一个厨房、食物储藏室、餐厅、佣人休息专区、两个豪华客房以及一个盥洗室。弗里克在世时经常乘坐这架专列往返纽约、匹兹堡和贝弗利之间。他也曾经乘坐自己的专列前往佛罗里达州棕榈滩和南卡罗来纳州艾肯。1965年，海伦·弗里克宣布这列火车因为年代久远而报废，火车随后被拆毁，而在此之前这列火车一直由弗里克家族维护和使用。虽然这列火车的本体已经不复存在，但是曾经悬挂在车厢里的家族照片、这列火车的设计图纸以及车厢里纺织品的样品都被弗里克家族珍藏了起来。
1912年，亨利曾计划与妻子还有金融家约翰·皮尔庞特·摩根一同参加泰坦尼克号的首航，并通过这次航行返回纽约。夫妻二人甚至连船票都已买好，最终由于妻子阿德莱德在意大利扭伤了脚无法及时赶上泰坦尼克号的首航而侥幸躲过了这次灾难性的航行。

## 逝世
1919年12月2日，亨利·弗里克突发心脏病逝世。此时距离他的70岁生日仅剩两周时间。 亨利的墓地位于宾夕法尼亚州匹兹堡的霍姆伍德墓园（Homewood Cemetery）内，而墓园的旁边便是匹兹堡市为了纪念弗里克而修建的弗里克公园。

## 影响

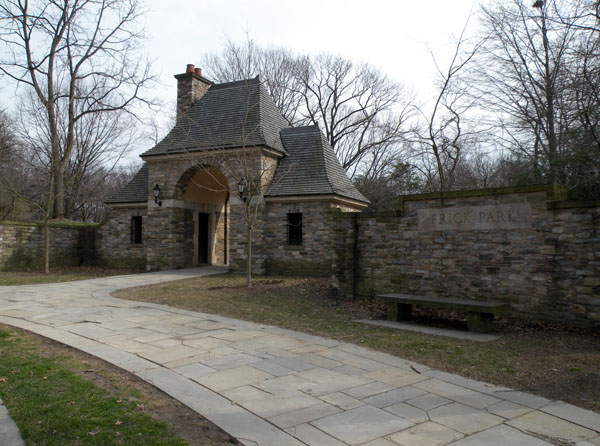
弗里克公园入口

亨利·弗里克逝世前留下遗嘱，要将自己名下 150英畝（0.61平方）未经规划过的土地以及200万美元（作为建设基金）捐赠给匹兹堡市。希望匹兹堡市可以用这笔钱和土地为匹兹堡民众打造一处公园。1927年，公园竣工并向民众开放。为了纪念亨利·弗里克，匹兹堡市将其命名为“弗里克公园”（Frick Park）。1919年至1942年期间，匹兹堡市多次利用弗里克设立的建设基金将弗里克公园进行了扩建，该公园最终占地面积约600英畝（2.4平方）。

## 人物相关传记
- Falk, Candace; Pateman, Barry; and Moran, Jessica M. Emma Goldman: A Documentary History of the American Years. Berkeley, Calif.: University of California Press, 2003.
- "Founded His Fortune in the Panic of 1873" （页面存档备份，存于）. The New York Times, December 3, 1919.
- "Henry C. Frick Dies （页面存档备份，存于）". The New York Times, December 3, 1919.
- Krause, Paul. The Battle for Homestead, 1890–1892: Politics, Culture, and Steel. Pittsburgh, Pa.: University of Pittsburgh Press, 1992.
- Petrucelli, Alan W. "A Fresh Look: Viewing Vanka Murals a Religious Experience." Pittsburgh Post-Gazette. July 14, 2008.
- Skrabec, Quentin R. Henry Clay Frick: The Life of the Perfect Capitalist. Jefferson, N.C.: McFarland & Co., 2010.
- Tuchman, Barbara. . The Macmillan Company. 1996. ISBN 0333306465.